# Gare de La Haye-du-Puits
La gare de La Haye-du-Puits était une gare ferroviaire française des lignes de Coutances à Sottevast et de Carentan à Carteret, située sur le territoire de la commune de La Haye-du-Puits, dans le département de la Manche en région Normandie. 

## Situation ferroviaire
Établie à 36 m d'altitude, la gare de la-Haye-du-Puits était située au point kilométrique (PK) 38,229 de la ligne de Coutances à Sottevast, entre les haltes de Angoville et de Saint-Sauveur-de-Pierrepont. Nœud ferroviaire, elle était également au PK 335,629 de la ligne de Carentan à Carteret, entre les haltes de Lithaire et de Denneville.

## Histoire
Les premiers plans de la station de La Haye-du-Puits sont remis au préfet de la Manche le 18 août 1875 par la Compagnie Riche.
Elle devient gare de bifurcation lorsque la Compagnie des chemins de fer de l'ouest met en service l'exploitation de la deuxième section, de La Haye-du-Puits à Carteret de sa ligne de Carentan à Carteret.